# Програма соціологічного дослідження
Програма соціологічного дослідження є науковим документом, що містить схему логічно обґрунтованого переходу від загальних теоретичних уявлень про досліджуване соціальне явище, до використання інструментарію і виконання дослідницьких процедур (збирання, обробки та аналізу інформації). Вона є стратегічним документом, який дає змогу зробити висновки щодо концептуальних засад, методики проведення, спрогнозувати його результативність.

## ПідхідВолодимира Ядова
Програма соціологічного дослідження – це виклад його теоретико-методологічних передумов ( загальної концепції ) відповідно до основних завдань і мети роботи і гіпотез дослідження з вказівкою правил процедури, а також логічної послідовності операцій для їх перевірки.
Кількість елементів програми залежить від типу дослідження, його мети. До складу програми соціологічного дослідження входить, на думку автора два розділи – методичний та методологічний. 
В методологічному розділі є такі підпункти: 
1. формулювання проблеми соціологічного дослідження,
2. визначення об'єкта та предмета соціологічного дослідження;
3. визначення мети та підготовка задач дослідження;
4. уточнення та інтерпретація основних понять;
5. попередній системний аналіз об'єкта соціологічного дослідження;
6. формулювання робочих гіпотез.

Методичний, або процедурний розділ включає в себе:
1. принциповий (стратегічний) план дослідження;
2. обґрунтування системи вибірки одиниць спостереження;
3. попередній нарис основних процедур збору та аналізу вихідних даних.

## ПідхідНаталії Паніної
Програма соціологічного дослідження - це науковий документ, що відображає логічно обґрунтовану схему переходу від теоретичного (концептуального) осмислення досліджуваної проблеми до інструментарію конкретного емпіричного дослідження.
Структура програми соціологічного дослідження:
- Предмет дослідження;
- Показники;
- Мету дослідження;
- Гіпотези.

## Підхід до складових частин програмиСергія Макеєва
Сергій Макеєв вказує інакший порядок виконання пунктів програми.
Методологічна частина програми охоплює такі компоненти:
- формулювання та обґрунтування проблеми;
- розробку мети і завдань дослідження;
- визначення об'єкта і предмета дослідження;
- системний аналіз об'єкта дослідження;
- формулювання робочих гіпотез дослідження;
- інтерпретацію та операціоналізацію основних понять дослідження.

Методична частина програми передбачає:
- розробку стратегічного плану дослідження;
- визначення досліджуваної сукупності, розробку вибірки дослідження;
- вибір і опис методів збирання первинної соціологічної інформації (опитування, аналіз документів, спостереження, експеримент);
- обґрунтування логіки аналізу та інтерпретацію зібраної первинної соціологічної інформації за розробленим інструментарієм;
- опис схеми аналізу отриманих даних.

## Корисні посилання
- https://web.archive.org/web/20111107152844/http://ebk.net.ua/Book/sociology/gorodyanenko_sotsiologiya/zmist.htm
- https://web.archive.org/web/20130822025040/http://chitalka.org/book.php?book=110
- https://web.archive.org/web/20111005154609/http://pidruchniki.com.ua/19991130/sotsiologiya/sotsiologiya